# Чемпионат России по греко-римской борьбе 2008
Чемпионат России по греко-римской борьбе 2008 года прошёл в Новосибирске с 30 мая по 2 июня.

## Медалисты
| Категория | Золото                                                      | Серебро                                                   | Бронза                                                                             |
| --------- | ----------------------------------------------------------- | --------------------------------------------------------- | ---------------------------------------------------------------------------------- |
| до 55 кг  | Назир Манкиев Красноярский край                             | Заур Курамагомедов Ростовская область, Кабардино-Балкария | Максим Мордовин Иркутская область Бекхан Манкиев Красноярский край                 |
| до 60 кг  | Ислам-бек Альбиев Москва                                    | Ибрагим Лабазанов Ростовская область                      | Теймураз Эджибадзе Владимирская область Вячеслав Джасте Краснодарский край, Адыгея |
| до 66 кг  | Амбако Вачадзе Москва                                       | Акоп Мазаян Ульяновская область                           | Василий Луков Иркутская область Сейран Симонян Ростовская область                  |
| до 74 кг  | Алексей Иванов Новосибирская область                        | Евгений Попов Новосибирская область                       | Михаил Иванченко Москва Сергей Кунтарев Курганская область                         |
| до 84 кг  | Алексей Мишин Мордовия, Московская область                  | Евгений Богомолов Новосибирская область                   | Игорь Лузгин Иркутская область Анатолий Польских Мордовия                          |
| до 96 кг  | Рустам Тотров Москва                                        | Василий Теплоухов Новосибирская область                   | Николай Кураков Пензенская область Георгий Микая Воронежская область               |
| до 120 кг | Александр Анучин Новосибирская область, Воронежская область | Шахрудди Аюбов Москва                                     | Александр Астапенко Тверская область Сослан Фарниев Москва                         |

## Командный зачёт
1. Москва;
2. Новосибирская область;
3. Ростовская область.